# Alternaria triticimaculans
Alternaria triticimaculans är en svampart som beskrevs av E.G. Simmons & Perelló 1994. Alternaria triticimaculans ingår i släktet Alternaria och familjen Pleosporaceae.   Inga underarter finns listade i Catalogue of Life.